# Fraortes
Fraortes (gr. Φραορτες, staroirańskie Frawartisz) – drugi król Medów, panujący w latach ok. 678–ok. 625 p.n.e.
Według Herodota Fraortes był synem Dejokesa, który zjednoczył wszystkie plemiona Medów w jedno państwo. Miał on także jako pierwszy król Medów podporządkować sobie Persów i rozpocząć podbój innych narodów Azji. Zgodnie z Herodotem Fraortes miał zginąć po dwudziestodwuletnim panowaniu (ok. 675–ok. 653 p.n.e.) w trakcie ataku na stolicę Asyrii Niniwę, jednak nie z rąk Asyryjczyków, ale Scytów, którzy mieli wówczas przejść Kaukaz i dotrzeć do Azji Zachodniej. Jednak niektórzy uczeni korygują twierdzenia Herodota, sprzeczne z innymi podawanymi przez niego wiadomościami, przyjmując że pomieszał on lata panowania Dejokesa i Fraortesa. Dlatego według nich ten drugi miał panować 53 lata, pomiędzy ok. 678 – ok. 625 p.n.e. Synem i następcą Fraortesa był Kyaksares.